# 20450 Marymohammed
20450 Marymohammed este un asteroid din centura principală de asteroizi.

## Descriere
20450 Marymohammed este un asteroid din centura principală de asteroizi. A fost descoperit pe 13 mai 1999 la Socorro, New Mexico, în cadrul proiectului LINEAR. Asteroidul prezintă o orbită caracterizată de o semiaxă mare de 2,32 ua, o excentricitate de 0,16 și o înclinație de 5,5° în raport cu ecliptica.